# آبشار دودن

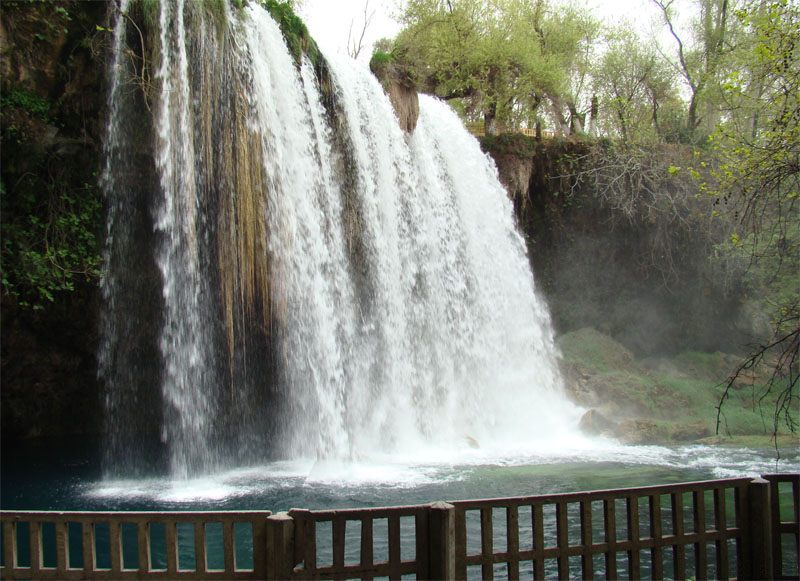
نمایی از آبشار دودن

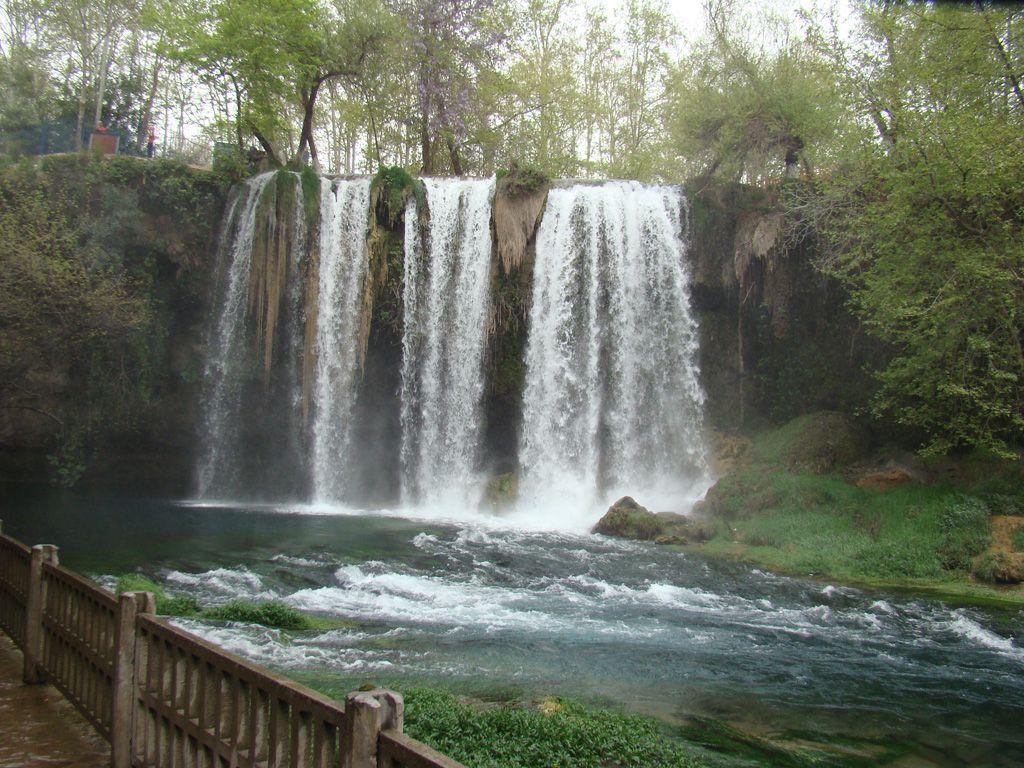
نمایی از آبشار دودن

آبشار دودن (به ترکی استانبولی: Düden Şelalesi) (به انگلیسی: Düden Waterfalls) در شهر آنتالیا ترکیه و در ۲۸ کیلومتری جاده قدیم آنتالیا - بوردور واقع شده‌است.
سرچشمه این آبشار دو چشمه جوشان بنام پینارباشی در منطقه کیرک گوزلر در ۴۰ کیلومتری آن است.
آب این دو چشمه پس از طی مسیری کوتاه یکی شده و رود دودن را می‌سازد. دودن پس از طی مسیری ۱۴ کیلومتری از زیرزمین در گودالی بنام وارساک در روی زمین جاری شده و پس از یک جریان کوتاه دوباره در طرف دیگر گودال در اعماق زمین فرومی‌رود.
آبی که در گودال وارساک به زمین می‌رود پس از طی ۲ کیلومتر در آبریز آبشار بیرون آمده و آبشار زیبای دودن را بوجود می‌آورد.
آبی که از زمین بیرون می‌آید حداقل ۱۰ متر مکعب در ثانیه است و حداکثر دبی آب پس از سر ریز از بالای آبشار و جاری شدن روی زمین ۱۵ الی ۱۶ متر مکعب درثانیه است.
سرانجام این آب پس از عبور از آنتالیا بعد از ۹ کیلومتر وارد دریای مدیترانه می‌شود.

## نگارخانه

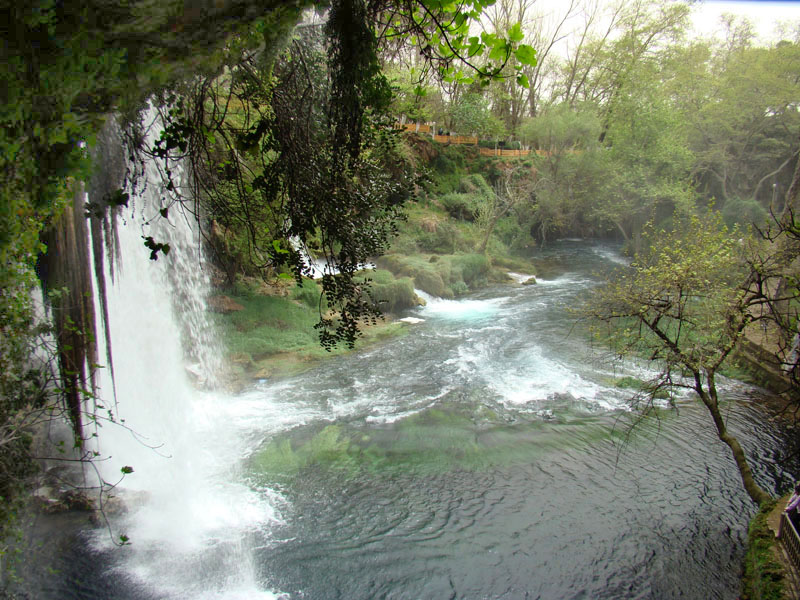
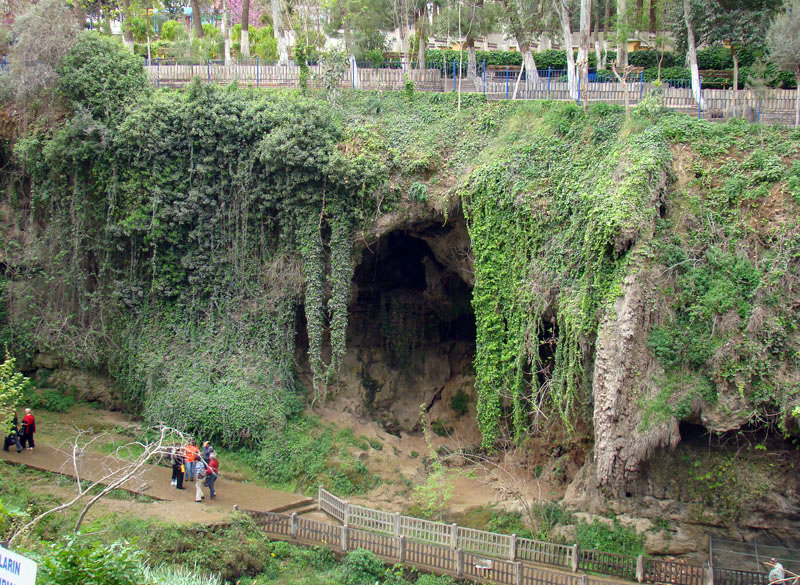
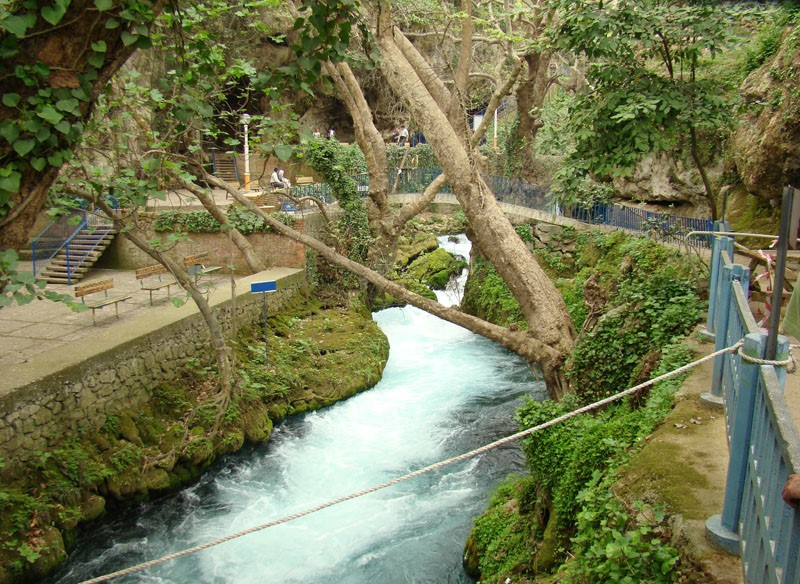
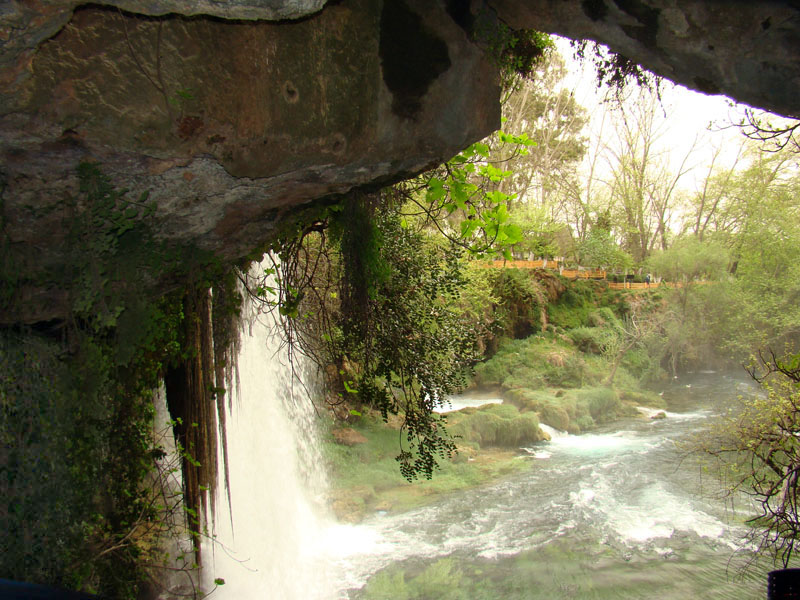
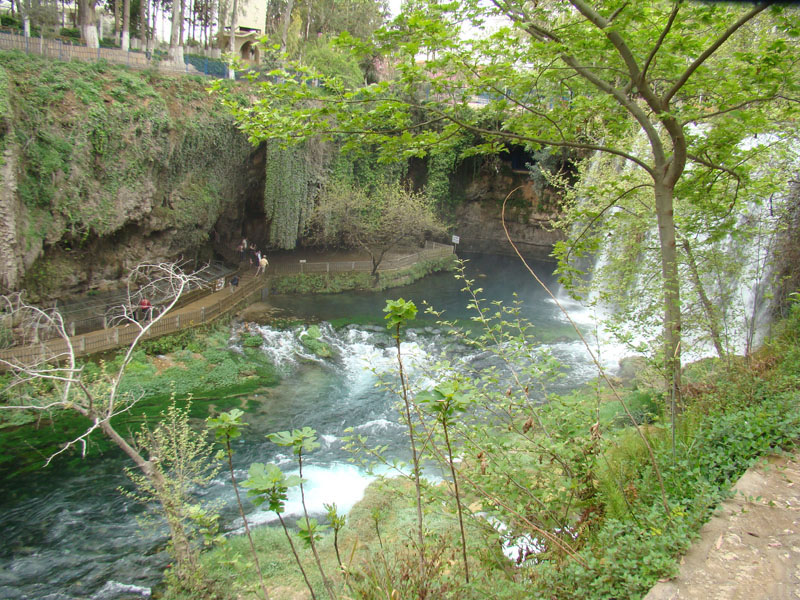
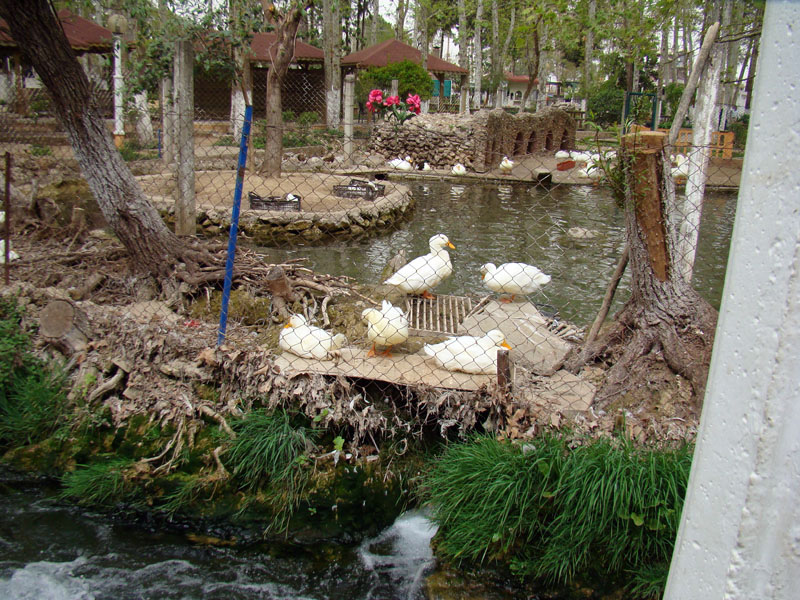
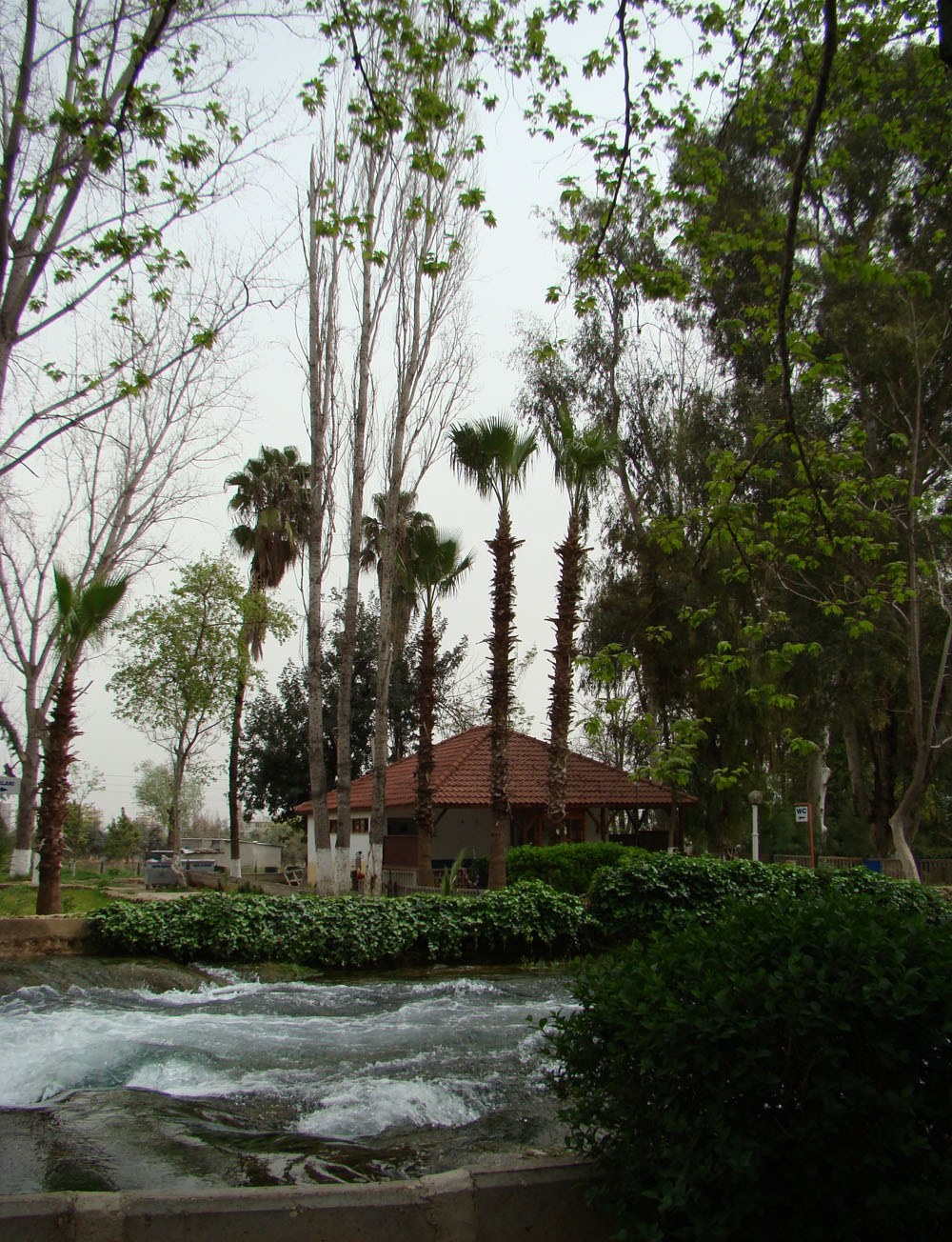
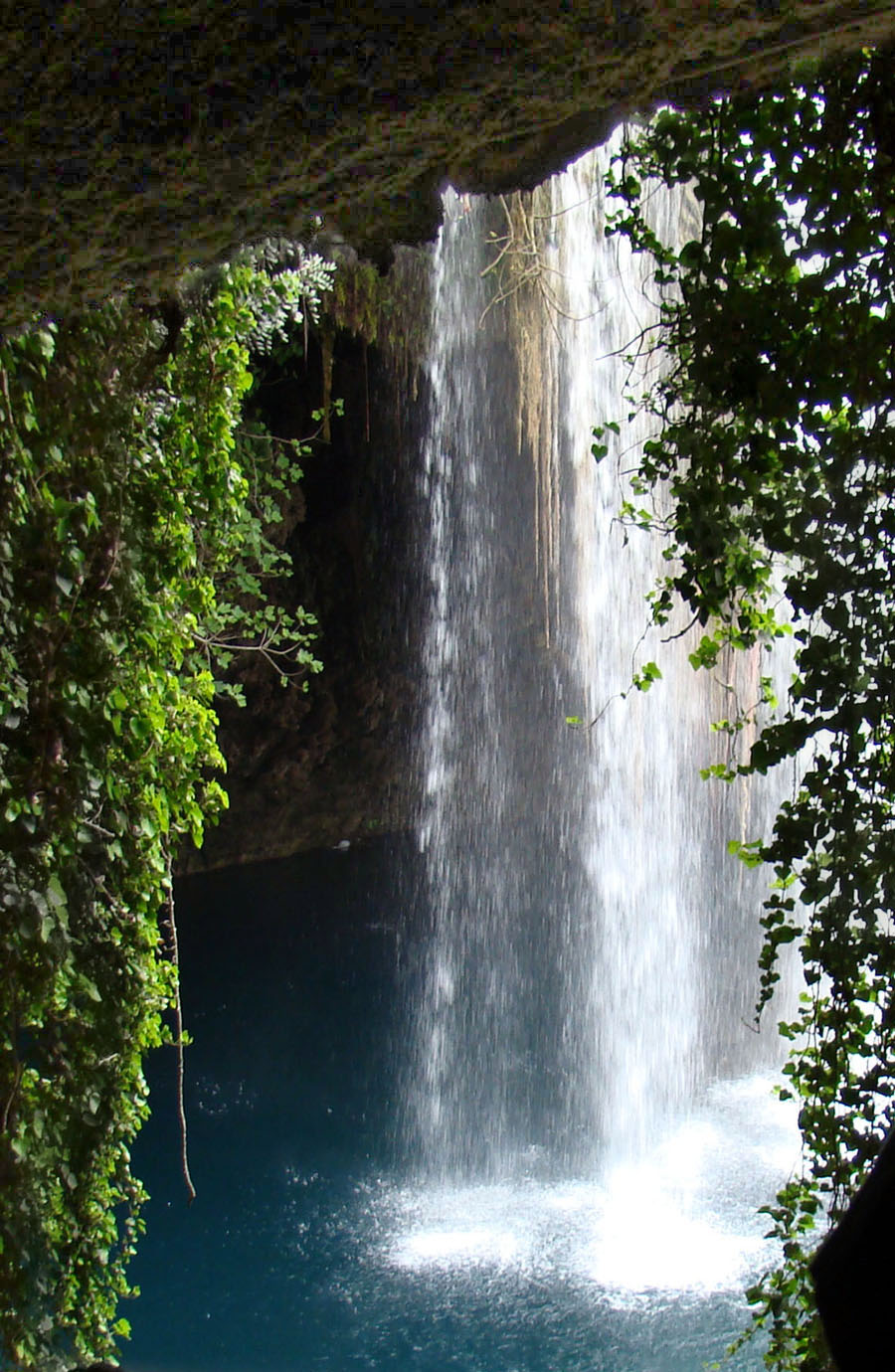
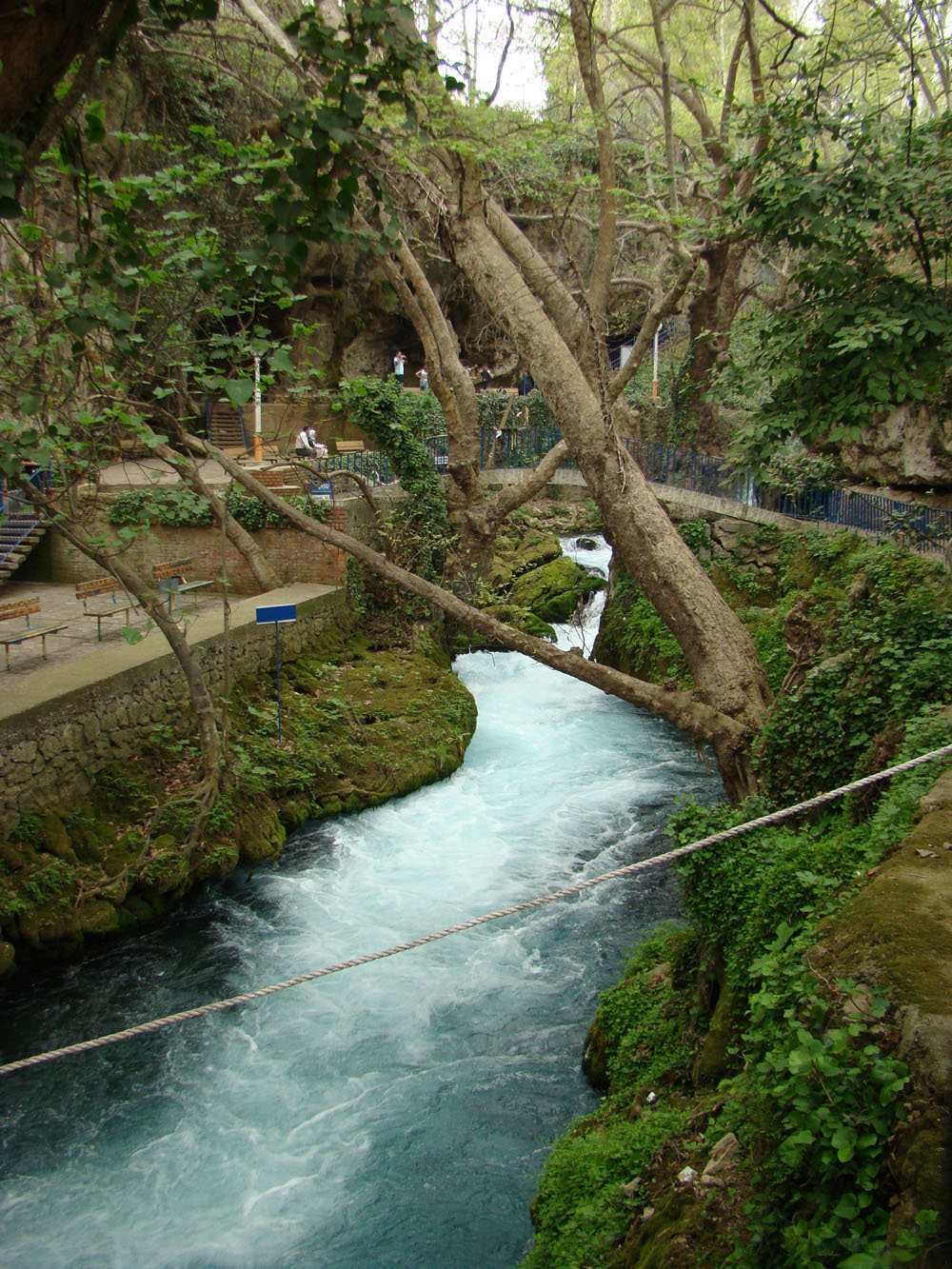
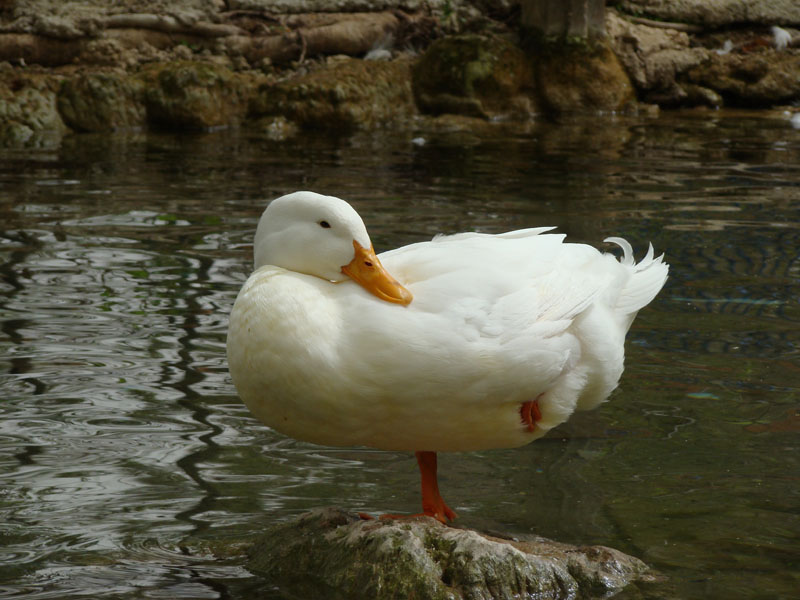
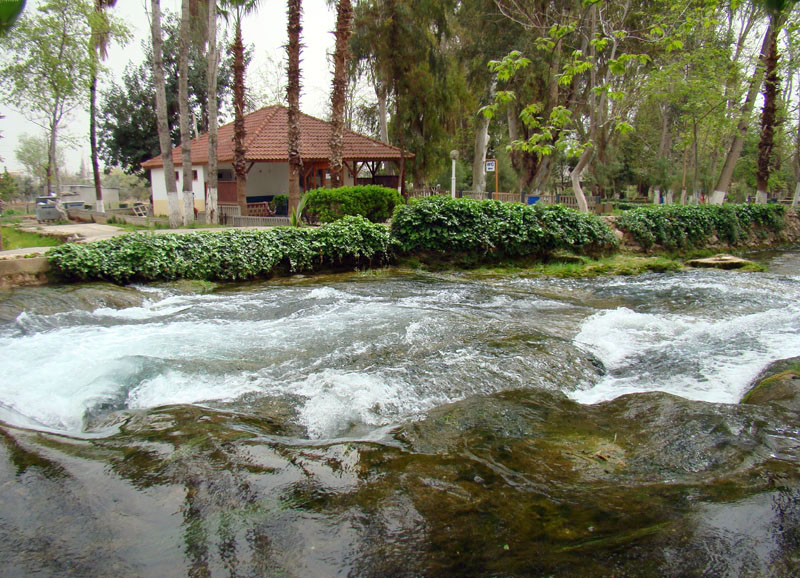
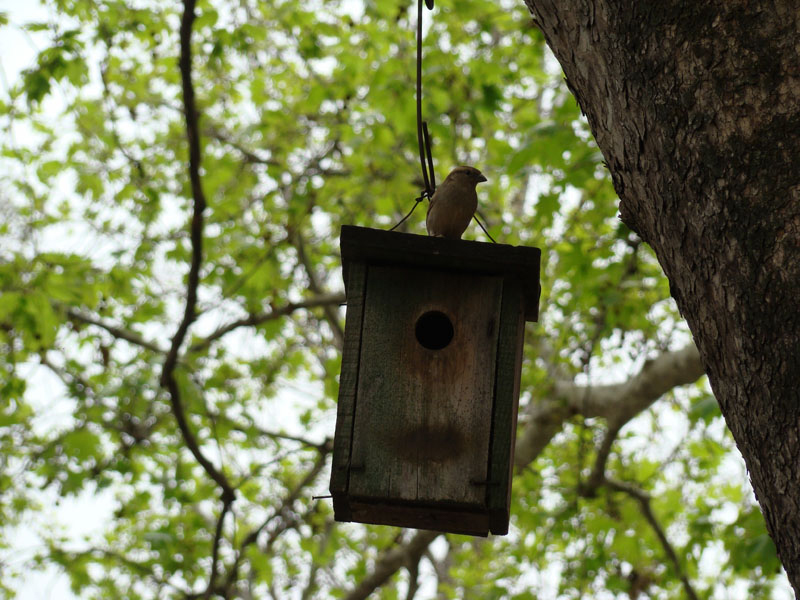
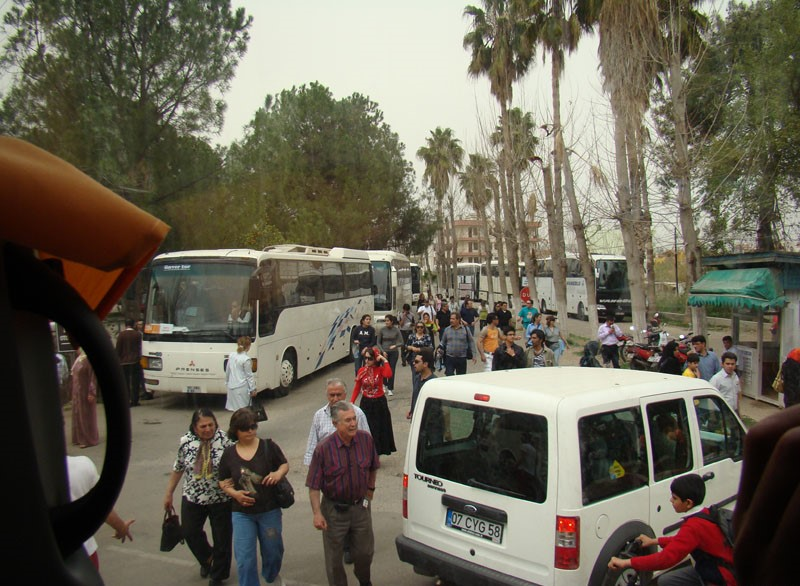
آبشار دودن و توریست